# Campeonato Mundial de Natação em Piscina Curta de 2012 - 200 m peito feminino
A prova dos 200 metros nado peito feminino do Campeonato Mundial de Natação em Piscina Curta de 2012 foi disputado em 16 de dezembro em Istambul  na Turquia.

## Recordes
Antes desta competição, os recordes mundiais e do campeonato nesta prova eram os seguintes:
|    | Nome         | Nacionalidade  | Tempo   | Local      | Data                   |
| -- | ------------ | -------------- | ------- | ---------- | ---------------------- |
| WR | Rebecca Soni | Estados Unidos | 2:14.57 | Manchester | 18 de dezembro de 2009 |
| CR | Rebecca Soni | Estados Unidos | 2:16.39 | Dubai      | 19 de dezembro de 2010 |

## Medalhistas
| Ouro                        | Prata             | Bronze                |
| Rikke Møller Pedersen (DEN) | Laura Sogar (USA) | Kanako Watanabe (JPN) |

## Resultados

### Eliminatórias
As eliminatórias ocorreram dia 16 de dezembro. 
| Colocação | Bateria | Raia | Nome                               | Tempo   | Notas |
| --------- | ------- | ---- | ---------------------------------- | ------- | ----- |
| 1         | 3       | 7    | Laura Sogar (USA)                  | 2:17.85 | Q     |
| 2         | 5       | 4    | Rikke Møller Pedersen (DEN)        | 2:18.65 | Q     |
| 3         | 3       | 3    | Maria Temnikova (RUS)              | 2:20.96 | Q     |
| 4         | 5       | 1    | Andrea Kropp (USA)                 | 2:21.23 | Q     |
| 5         | 3       | 1    | Alia Atkinson (JAM)                | 2:21.69 | Q     |
| 6         | 5       | 6    | Tera van Beilen (CAN)              | 2:21.84 | Q     |
| 7         | 5       | 3    | Martha McCabe (CAN)                | 2:21.91 | Q     |
| 8         | 3       | 6    | Kanako Watanabe (JPN)              | 2:21.99 | Q     |
| 9         | 3       | 5    | Hanna Dzerkal (UKR)                | 2:22.79 |       |
| 10        | 4       | 4    | Sally Foster (AUS)                 | 2:23.01 |       |
| 11        | 5       | 5    | Vitalina Simonova (RUS)            | 2:23.22 |       |
| 12        | 3       | 4    | Marina García Urzainqui (ESP)      | 2:23.79 |       |
| 13        | 4       | 6    | Jenna Laukkanen (FIN)              | 2:23.81 |       |
| 14        | 1       | 1    | Sun Ye (CHN)                       | 2:24.26 |       |
| 15        | 5       | 2    | Dilara Buse Günaydın (TUR)         | 2:24.35 |       |
| 16        | 4       | 7    | Martina Moravčíková (CZE)          | 2:24.46 |       |
| 17        | 4       | 3    | Fumiko Kawanabe (JPN)              | 2:24.58 |       |
| 18        | 1       | 7    | Hrafnhildur Lúthersdóttir (ISL)    | 2:24.59 |       |
| 19        | 4       | 8    | Caroline Ruhnau (GER)              | 2:24.66 |       |
| 20        | 4       | 1    | Hannah Miley (GBR)                 | 2:25.81 |       |
| 21        | 4       | 5    | Joline Höstman (SWE)               | 2:25.92 |       |
| 22        | 1       | 2    | Ji Liping (CHN)                    | 2:26.03 |       |
| 23        | 4       | 2    | Elin Mårtensson (SWE)              | 2:27.19 |       |
| 24        | 3       | 8    | Samantha Marshall (AUS)            | 2:28.08 |       |
| 25        | 3       | 2    | Back Su-Yeon (KOR)                 | 2:28.36 |       |
| 26        | 5       | 7    | Fanny Babou (FRA)                  | 2:28.71 |       |
| 27        | 5       | 0    | Alona Ribakova (LAT)               | 2:28.74 |       |
| 28        | 1       | 5    | Sophie Allen (GBR)                 | 2:28.77 |       |
| 29        | 5       | 8    | Jessica Pengelly (RSA)             | 2:28.92 |       |
| 30        | 4       | 0    | Julia Sebastian (ARG)              | 2:29.40 |       |
| 31        | 3       | 0    | Beatriz Travalon (BRA)             | 2:35.11 |       |
| 32        | 2       | 3    | Daniela Lindemeier (NAM)           | 2:35.12 |       |
| 33        | 3       | 9    | Dariya Talanova (KGZ)              | 2:35.20 |       |
| 34        | 2       | 5    | Isabel Riquelme (CHI)              | 2:37.25 |       |
| 35        | 2       | 4    | Michaela Millo (MLT)               | 2:39.85 | NR    |
| 36        | 2       | 1    | Barbara Vali-Skelton (PNG)         | 2:43.75 |       |
| 37        | 2       | 7    | Lianna Catherine Swan (PAK)        | 2:48.24 |       |
| 38        | 2       | 9    | Tegan McCarthy (PNG)               | 2:50.44 |       |
| 39        | 2       | 8    | Patricia Cani (ALB)                | 2:50.69 |       |
| 40        | 2       | 6    | Jaywant Arcot Vijaykumar (IND)     | 2:51.00 |       |
| 41        | 1       | 6    | Bonita Imisirovic (BOT)            | 2:53.92 |       |
| 42        | 2       | 0    | Anum Bandey (PAK)                  | 2:54.23 |       |
| 43        | 1       | 3    | Domoinanavalona Amboaratiana (MAD) | 3:03.15 |       |
| 44        | 1       | 4    | Shne Joachim (VIN)                 | 3:05.63 |       |
| 45        | 4       | 9    | Raminta Dvariškytė (LTU)           | DSQ     |       |
| 45        | 5       | 9    | Samantha Yeo (SIN)                 | DSQ     |       |
| 46        | 1       | 8    | Mercedes Toledo Salazar (VEN)      | DNS     |       |
| 46        | 2       | 2    | Elodie Poo Cheong (MRI)            | DNS     |       |

### Final
A final teve sua disputa realizada em 16 de dezembro. 
| Colocação         | Raia | Nome                  | Nacionalidade  | Tempo   | Notas  |
| ----------------- | ---- | --------------------- | -------------- | ------- | ------ |
| Medalha de ouro   | 5    | Rikke Møller Pedersen | Dinamarca      | 2:16.08 | CR, ER |
| Medalha de prata  | 4    | Laura Sogar           | Estados Unidos | 2:16.93 |        |
| Medalha de bronze | 8    | Kanako Watanabe       | Japão          | 2:19.39 |        |
| 4                 | 3    | Maria Temnikova       | Rússia         | 2:19.76 |        |
| 5                 | 6    | Andrea Kropp          | Estados Unidos | 2:20.08 |        |
| 6                 | 1    | Martha McCabe         | Canadá         | 2:20.70 |        |
| 7                 | 7    | Tera van Beilen       | Canadá         | 2:21.11 |        |
| 8                 | 2    | Alia Atkinson         | Jamaica        | 2:21.64 |        |

Legenda
| Recorde mundial       | Recorde mundial (World record)               |                       | Recorde africano                      | Recorde africano (African) |                                           | Q | Classificado por posição (Qualified) |
| Recorde do campeonato | Recorde do campeonato (Championship record)  | Recorde da América    | Recorde da América (Americas)         | q                          | Classificado por melhor tempo (Qualified) |   |                                      |
| Melhor marca do ano   | Melhor marca do ano (World leading)          | Recorde asiático      | Recorde asiático (Asian)              | DNS                        | Não largou (Did not start)                |   |                                      |
| Recorde nacional      | Recorde nacional (National record)           | Recorde europeu       | Recorde europeu (European)            | DNF                        | Não terminou (Did not finish)             |   |                                      |
| Recorde pessoal       | Recorde pessoal do atleta (Personal best)    | Recorde da Oceania    | Recorde da Oceania (Oceania)          | DSQ / DQ                   | Desclassificado (Disqualified)            |   |                                      |
| Recorde da temporada  | Recorde da temporada do atleta (Season best) | Recorde sul-americano | Recorde sul-americano (South America) | NM                         | Sem marca (No mark)                       |   |                                      |